# Pintarroxo-de-coroa-vermelha
O pintarroxo-de-coroa-vermelha (Haemorhous cassinii) é uma ave da família Fringillidae. Esta espécie e os outros "pintassilgos americanos" são colocados no gênero Haemorhous.

## Descrição
Medidas : 
- Comprimento : 6,3 pol. (16 cm)
- Peso : 0,8-1,2 onças (24-34 g)
- Envergadura : 9,8-10,6 pol. (25-27 cm)

Os adultos têm uma cauda marrom bifurcada curta e asas marrons. Eles têm um bico mais longo do que o tentilhão roxo. Os machos adultos são vermelho framboesa na cabeça, peito, costas e garupa; suas costas e infracaudais são listradas. As fêmeas adultas têm partes superiores marrom-claras e partes inferiores claras com estrias marrons por toda parte; suas marcas faciais são menos distintas do que as do tentilhão roxo feminino.
Seu habitat de reprodução é a floresta de coníferas nas montanhas do oeste da América do Norte até o sul do Novo México e do Arizona ; também o sul da Califórnia, perto de Baja California. Eles nidificam em grandes coníferas. Eles se movem para altitudes mais baixas no inverno.
Os pássaros reprodutores mais ao norte migram para o sul, assim como alguns pássaros em toda a extensão da espécie; muitos pássaros são residentes permanentes, no entanto. Alguns pássaros não reprodutores invernam até o sul, como o interior central do México.
Essas aves se alimentam em árvores, às vezes na vegetação rasteira. Eles comem principalmente sementes, brotos e bagas, alguns insetos. Quando não estão nidificando, costumam se alimentar em pequenos bandos.
Este pássaro recebeu o nome de John Cassin, que era curador da Academia de Ciências Naturais da Filadélfia.

## Taxonomia
O tentilhão de Cassin, junto com o tentilhão roxo e o tentilhão doméstico, foi anteriormente colocado no gênero Carpodacus, junto com os rosefinches da Eurásia. No entanto, as três espécies norte-americanas não estão intimamente relacionadas com a radiação do pintassilgo do Velho Mundo e, portanto, foram movidas para o gênero Haemorhous pela maioria das autoridades taxonômicas.